# 阿莱悖论
阿莱悖论（英語：Allais Paradox）是决策论中的一个悖论，由法國經濟學家莫里斯·阿莱在1952年提出。阿萊設計出這個悖論，來證明預期效用理論，以及預期效用理論根據的理性選擇公理，本身存在邏輯不一致的問題。丹尼尔·卡内曼與阿摩司·特沃斯基提出確定性效應，來解釋阿萊悖論形成的原因。

## 概論
| 选择1 | 选择1 | 选择1 | 选择1 | 选择2 | 选择2 | 选择2 | 选择2 |
| 赌局A | 赌局A | 赌局B | 赌局B | 赌局C | 赌局C | 赌局D | 赌局D |
| 赢得  | 几率  | 赢得  | 几率  | 赢得  | 几率  | 赢得  | 几率  |
| 1百万 | 100%  | 1百万 | 89%   | 0     | 89%   | 0     | 90%   |
| 1百万 | 100%  | 0     | 1%    | 1百万 | 11%   | 0     | 90%   |
| 1百万 | 100%  | 5百万 | 10%   | 1百万 | 11%   | 5百万 | 10%   |

1952年，法国经济学家、诺贝尔经济学奖获得者莫里斯·阿莱作了一个著名的实验：
对100人测试所设计的赌局：
- 赌局A：100％的机会得到100万元。
- 赌局B：10％的机会得到500万元，89％的机会得到100万元，1％的机会什么也得不到。

实验结果：绝大多数人选择A而不是B。即赌局A的期望值（100万元）虽然小于赌局B的期望值（139万元），但是A的效用值大于B的效用值，即：
{\displaystyle 1.00U(\$1{\text{ M}})>0.89U(\$1{\text{ M}})+0.01U(\$0{\text{ M}})+0.1U(\$5{\text{ M}})\,}......【1】
然后阿莱使用新赌局对这些人继续进行测试，
- 赌局C：11％的机会得到100万元，89％的机会什么也得不到。
- 赌局D：10％的机会得到500万元，90％的机会什么也得不到。

实验结果：绝大多数人选择D而非C。即赌局C的期望值（11万元）小于赌局D的期望值（50万元），而且C的效用值也小于D的效用值，即：
{\displaystyle 0.89U(\$0{\text{ M}})+0.11U(\$1{\text{ M}})<0.9U(\$0{\text{ M}})+0.1U(\$5{\text{ M}})\,}......【2】

## 數式證明
而由【2】式得：
{\displaystyle 0.11U(\$1{\text{ M}})<0.01U(\$0{\text{ M}})+0.1U(\$5{\text{ M}})\,}
{\displaystyle 1.00U(\$1{\text{ M}})-0.89U(\$1{\text{ M}})<0.01U(\$0{\text{ M}})+0.1U(\$5{\text{ M}})\,}
{\displaystyle 1.00U(\$1{\text{ M}})<0.89U(\$1{\text{ M}})+0.01U(\$0{\text{ M}})+0.1U(\$5{\text{ M}})\,}......【3】
【3】与【1】式矛盾，即阿莱悖论。
阿莱悖论的另一种表述是：按照期望效用理论，风险厌恶者应该选择A和C；而风险喜好者应该选择B和D。然而实验中的大多数人选择A和D。

## 阿莱悖论的解释
出现阿莱悖论的原因是確定性效應（Certainty effect），即人在决策时，对结果确定的现象过度重视。